# 芝加哥律師公會
芝加哥律師公會（英語：Chicago Bar Association，縮寫：CBA）成立於1874年，是一自願性的律師公會，擁有20,000多名會員。與其他律師公會一樣，芝加哥律師公會關注的是職業道德、成員間的溝通協調，以及法學持續教育。公會毗鄰芝加哥卢普区的約翰馬歇爾法學院。

## 著名人物
著名人物包括伊利諾州眾議院議員（1922-46年，及1948-50年）大衛·伊瓦爾·史旺森。

## 參閱
- 羅伯特·赫維（英语：Robert Hervey） - 蘇格蘭出生的加拿大律師，後離開加拿大於芝加哥執業、並創立芝加哥律師公會。
- 威廉·查爾斯·高迪（英语：William C. Goudy） - 1874年擔任第一任芝加哥律師公會會長。
- 伊利諾州律師公會

## 外部連結
- Chicago Bar Association Home Page （页面存档备份，存于）